# 奉元寺
奉元寺是韓國佛教太古宗的總本山，位在首爾西大門區。創建於新羅真聖女王3年（889年），名為般若寺。英祖24年（1748年），遷至現址，並由英祖親筆題下奉元寺之匾額，寺名就此變更。

## 脚注
1. ↑  奉元寺(首爾) (봉원사(서울)) : VISITKOREA - 韓國觀光公社

## 外部連結
- 奉元寺(首爾) (봉원사(서울)) （页面存档备份，存于）